# Гајерстал
Гајерстал (њем. Geiersthal) општина је у њемачкој савезној држави Баварска. Једно је од 24 општинска средишта округа Реген. Према процјени из 2010. у општини је живјело 2.273 становника. Посједује регионалну шифру (AGS) 9276122.

## Географски и демографски подаци
Гајерстал се налази у савезној држави Баварска у округу Реген. Општина се налази на надморској висини од 505 метара. Површина општине износи 22,4 km². У самом мјесту је, према процјени из 2010. године, живјело 2.273 становника. Просјечна густина становништва износи 102 становника/km².